# القمل الجسدي
قمل الجسد أو قمال الجسم هو حالة جلدية يسببها قمل الجسم الذي يضع بيضه في طبقات الملابس.

## العلامات والأعراض
يُعد قمل الجسم مصدر إزعاج بحد ذاته ويسبب حكة شديدة. وهو أيضًا ناقل لأمراض أخرى ويمكن أن ينشر التيفوس الوبائي وحمى الخنادق والحمى الراجعة المنقولة عن طريق القمل. [بحاجة لمصدر]

## عوامل الخطر
ينتشر قمل الجسم من خلال الاتصال الجسدي المباشر لفترات طويلة مع شخص مصاب به أو من خلال ملامسة أشياء مثل الملابس أو الأسِرَّة أو أغطية الأسِرَّة أو المناشف التي كانت على اتصال بشخص مصاب. في الولايات المتحدة تعد الإصابة بقمل الجسم نادرة الحدوث، وعادة ما توجد بشكل أساسي في السكان العابرين المشردين الذين لا يمكنهم الاستحمام والتغيير المنتظم للملابس النظيفة. من غير المحتمل أن تستمر الإصابة على أي شخص يستحم بانتظام وتُغسل ملابسه وأغطية أسِرَّته أسبوعيًا.
على الرغم من أن التيفوس الوبائي المنقول بالقمل لم يعد منتشرًا إلا أن تفشي هذا المرض لا يزال يحدث في أوقات الحرب والاضطرابات المدنية والكوارث الطبيعية أو التي من صنع الإنسان وفي السجون التي يعيش فيها الناس معًا في ظروف غير صحية. لا يزال التيفوس المنقول بالقمل موجودًا في الأماكن التي يمنع فيها المناخ والفقر المزمن والعادات الاجتماعية أو الحروب والاضطرابات الاجتماعية التغييرات المنتظمة وغسيل الملابس. [بحاجة لمصدر]

## الفيزيولوجيا المرضية
غالبًا ما يضع قمل الجسم بيضه على شقوق الملابس أو بالقرب منها، وهو يتغذى على الدم وعادة ما ينتقل فقط إلى الجلد ليتغذى. وهو موجود في جميع أنحاء العالم ويصيب الناس من جميع الأجناس، وبالتالي يمكن أن ينتشر بسرعة في ظل ظروف معيشية مزدحمة حيث تكون النظافة رديئة (مشردون، لاجئون، ضحايا الحروب أو الكوارث الطبيعية).

## العلاج
تُعالج عدوى قمل الجسم من خلال تحسين النظافة الشخصية للشخص المصاب، بما في ذلك ضمان تغيير الملابس النظيفة بانتظام (على الأقل أسبوعيًا). يجب غسل الملابس والفراش والمناشف التي يستخدمها الشخص المصاب باستخدام الماء الساخن (على الأقل 130 درجة فهرنهايت أو 54 درجة مئوية) وتجفيفها آليًا باستخدام الدورة الساخنة. [بحاجة لمصدر]
أحيانًا يُعالج الشخص المصاب أيضًا بمبيد قمل (دواء يمكن أن يقتل القمل)، ومع ذلك فإن مبيد القمل ليس ضروريًا بشكل عام إذا تم الحفاظ على النظافة وغسل الملابس بشكل مناسب مرة واحدة على الأقل في الأسبوع. يجب وضع مبيد القمل تمامًا كما هو محدد على الزجاجة أو بواسطة الطبيب.[بحاجة لمصدر]
يمكن أيضًا التخلص من الأوساخ عمليًا عن طريق غلي جميع الملابس والفِراش أو غسلها في درجة حرارة عالية. ستقتل درجة حرارة 130 فهرنهايت أو 54 درجة مئوية لمدة 5 دقائق معظم الحشرات البالغة وتمنع البيض من الفقس. كما أن ترك الملابس غير مغسولة مع عدم لبسها لمدة أسبوع كامل يؤدي أيضًا إلى موت القمل والبيض.
عندما لا يكون ذلك عمليًا أو ممكنًا فإن مسحوق الغبار باستخدام 10% ثنائي كلورو ثنائي فينيل ثلاثي كلورو الإيثان، 1% مالاثيون أو 1% بيرميثرين يكون فعالًا أيضًا. استُخدِمَ الإيفيرمكتين الفموي بجرعة 12 ملجم في الأيام 0 و7 و14 في تجربة صغيرة شملت 33 شخصًا في مرسيليا، ولكن لم ينتج عنها استئصالًا كاملًا للقمل على الرغم من حدوث انخفاض كبير في عدد الطفيليات ونسبة المصابين. في الوقت الحالي لا يمكن التوصية بالإيفرمكتين بشكل روتيني لعلاج قمل الجسم.
عادة لا يكون من الضروري استخدام الأدوية أو المبيدات الحشرية أو حرق الملابس والمفروشات حيث تختفي المشكلة عادة مع الاستحمام اليومي وغسل الملابس الأسبوعية (أو بشكل متكرر) وتجفيف الملابس والفراش والمناشف وما إلى ذلك في مجفف الملابس الساخنة.